# Teatro Tor Bella Monaca
Il teatro Tor Bella Monaca è un teatro di Roma.

## Storia
Il Teatro Tor Bella Monaca nacque nell'ambito di progetti di riqualificazione del VIII Municipio (oggi VI) di Roma, Le Torri, nel quartiere di Tor Bella Monaca, con l'intento di disporre ai cittadini di uno spazio teatrale e di produzione artistica. Le sinergie che si instaurarono per la realizzazione del progetto di costruzione del teatro sono da attribuirsi al municipio stesso, al Comune di Roma, all'Ente Teatrale Italiano (ETI), alla Regione Lazio e all'Università degli studi di Roma "Tor Vergata". L'architetto progettista dello stabile è Stefano Cordeschi.
L'inaugurazione avvenne il 9 dicembre 2005. La direzione artistica venne affidata all'attore Michele Placido.
Dal 2013 il Direttore Artistico è Alessandro Benvenuti.

## Cartellone e produzione artistica
Il cartellone del teatro è molto vario: gli spettacoli proposti variano dalla prosa (comica e drammatica) al teatro musicale al teatro-danza. Una sezione particolare della produzione è riservata agli spettacoli per i ragazzi.
Spesso il teatro ospita manifestazioni come il carnevale aperto a tutti o rassegne di lettura di testi. Altri eventi cui si lega sono la Notte bianca di Roma e CINEMA.